# Lugano Centro
Lugano Centro è un quartiere di 5 304 abitanti del comune svizzero di Lugano, nel Canton Ticino (distretto di Lugano), corrispondente al nucleo storico della città.

## Storia
Inizialmente l'antico borgo di Lugano è composto da sei contrade (Nassa, Sassello, Cioccaro, Pessina, Cortogna e Canova) e si sviluppa secondo un reticolo viario centrato sullo sbarco in riva al lago (tra l'attuale Piazza Manzoni e Piazza Rezzonico) e che portava nelle diverse direzioni alle porte di Santa Margherita, delle Cappuccine o di San Giuseppe, degli Angeli e a quella di San Lorenzo.
Il cambiamento maggiore inizia nella seconda metà dell'Ottocento, in particolare dopo l'arrivo della Ferrovia del S. Gottardo, quando la città si sviluppa verso la campagna circostante nelle direzioni di Cassarate e Molino Nuovo, a monte della Stazione FFS nel quartiere di Besso e a sud-ovest oltre la fine di Via Nassa, al confine con la Chiesa degli Angeli, che segna l'inizio del quartiere di Loreto.
Nella seconda metà del Novecento trasformazioni economiche e sociali portano allo sviluppo dell'industria alberghiera e turistica, determinando svariati interventi sul nucleo oltre a mutamenti urbanistici significativi.

## Monumenti e luoghi d'interesse

### Architetture religiose
- Cattedrale di San Lorenzo, attestata dall'818[1];
- Convento della Santissima Trinità, del 1646, dal 1653 ospita frati minori cappuccini[1];
  - Biblioteca conventuale dei cappuccini, ristrutturata nel 1976-1979 da Mario Botta[1];
  - Chiesa conventuale della Santissima Trinità, ristrutturata nel 1979-1983 da Mario Botta[1];
- Monastero delle Cappuccine di san Giuseppe, fondato nel 1747[1];
  - Chiesa di San Giuseppe, eretta nel 1758-1759[1] su progetto di Giambattista Casasopra[senza fonte];
- Chiesa di Santa Maria Immacolata[2][3];
- Chiesa di Sant'Antonio Abate, eretta nel XIII secolo e ricostruita nel 1633-1652[1];
- Chiesa di San Carlo Borromeo, eretta nel 1640[4]-1642[4] su progetto di Giovanni Angelo Galassini e Antonio Castelli[5];
- Chiesa di Santa Maria degli Angeli, eretta nel 1499[1];
- Chiesa di San Rocco, eretta nel XVI secolo[1];
- Chiesa evangelico-luterana, del primo quarto del XX secolo.[6][7]

### Architetture civili
- Palazzo civico, eretto nel 1845-1851[1] da Giacomo Moraglia[8], edificio che nel cortile interno ospita una statua di Vincenzo Vela[4] risalente al 1848[4];
- Torre della Posta, realizzata da Theodor Gohl[9] nel 1910[4][9][10];
- Ex Grand Hôtel Palace, eretto nel 1852-1855 come Hôtel du Parc su progetto di Luigi Clericetti[1][11];
- Ex Palazzo Riva, (ora[senza fonte]Primavesi[12]), noto anche come Palazzo Riva di Cioccaro,[13][14] fu rilevato da Antonio Riva nel 1671[13]. Impostato su una pianta trapezoidale[4] e decorato internamente da Francesco Camuzzi[12] e Bartolomeo Rusca[12], è sede del consolato tedesco[15];
- Palazzo Riva[4] di Santa Margherita,[16] edificio eretto negli anni 1732-1754 in faccia all'allora convento di Santa Margherita (attuale via Pretorio 7[4]) e che conserva dipinti realizzati - tra l'altro - da Giuseppe Antonio Orelli, Bartolomeo Rusca e Giuseppe Antonio Petrini,[16][17][18] nonché dai fratelli Giuseppe Antonio Maria e Giovanni Antonio Torricelli[18];
- Palazzo Riva di Canova,[19] attuale sede della Banca della Svizzera Italiana[4][19][20] in piazza Manzoni,[4][20] edificio eretto attorno alla metà del XVIII secolo[20] (anni 1742-1752)[senza fonte] in stile barocco[4] e che conserva un dipinto di Giuseppe Antonio Orelli[19][20];
- Palazzo Ransila, eretto nel 1981-[senza fonte]1985[21][22] su progetto di Mario Botta[21][22];
- Palazzo Albertolli, eretto tra il 1813[23] e il 1818[10][24];
- Villa Ciani, realizzata da Luigi Clericetti nel 1840[4][10] all'interno dell'omonimo parco;[10]
- Hotel Splendid Royal (1887-1902).[4][25]

### Vie e piazze
- Via Nassa;
- Piazza della Riforma;
- Piazza Manzoni;
- Piazza Rezzonico.

### Parchi e giardini
- Parco Ciani, il più grande parco cittadino;
- Parco Villa Saroli.

## Infrastrutture e trasporti

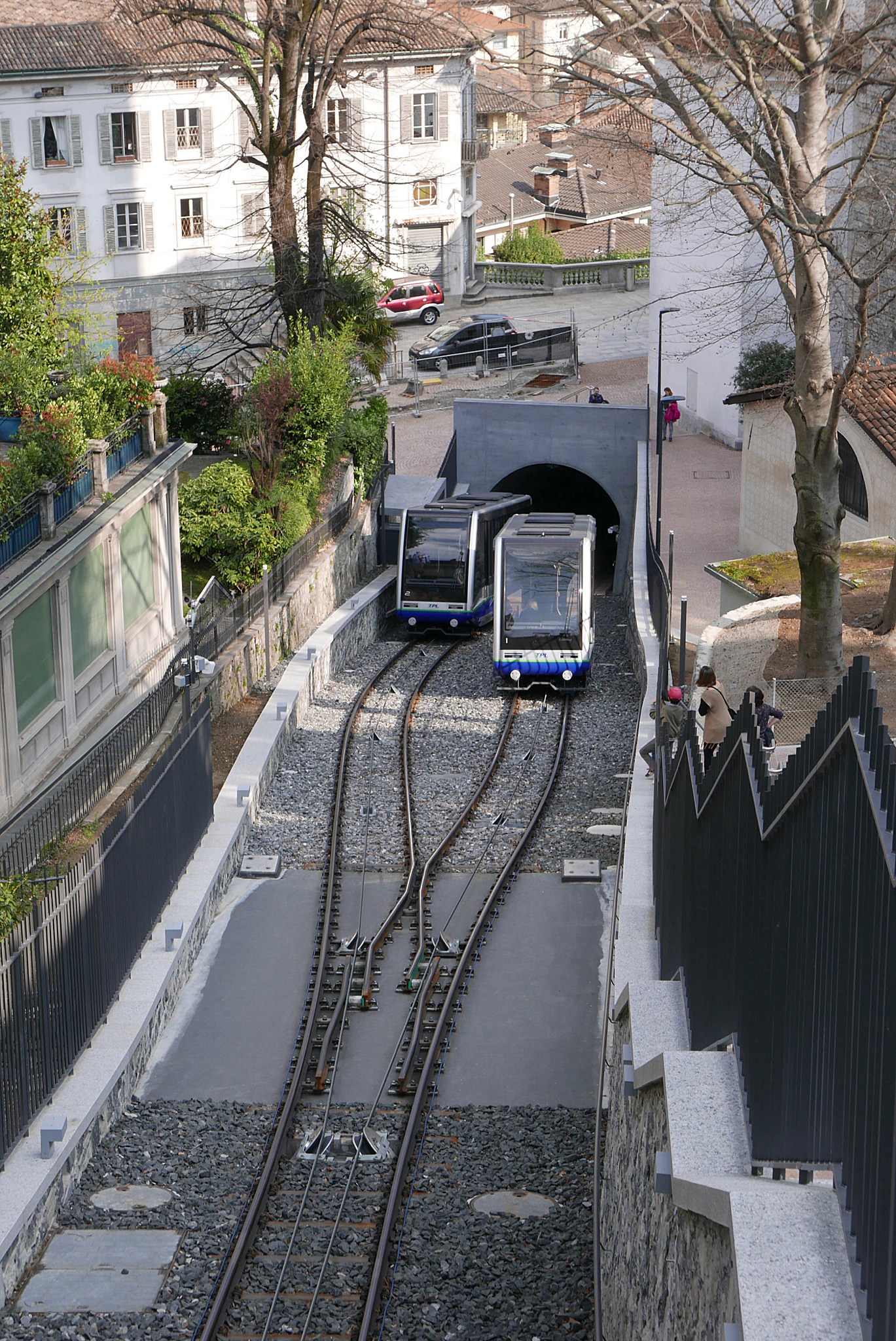
La funicolare Lugano-Stazione FFS

La funicolare Lugano-Stazione FFS, sul lato ovest di piazza Cioccaro, fu inaugurata nel 1886.

## Amministrazione
Ogni famiglia originaria del luogo fa parte del cosiddetto comune patriziale e ha la responsabilità della manutenzione di ogni bene ricadente all'interno dei confini del quartiere.